# Rosie Jones
Rosie Jones, angleška manekenka, * 19. julij 1990, Sunbury-on-Thames, Middlesex, Anglija, Združeno Kraljestvo.

## Zgodnje življenje
Rosie je obiskovala katoliško osnovno šolo svetega Ignacija in kasneje višjo katoliško gimnazijo svetega Pavla.

## Kariera
Rosie se je vključila v Samantha Bond Management in pri 17 letih leta 2008 začela z modnim oblikovanjem. Ko je dopolnila 18 let, je začela z golim oblikovanjem kot Page 3 dekle za časopis The Sun. Rosie modelira za Page 3 in moške revije kot so Nuts, ZOO, Loaded, FHM in Front.

## Nagrade in dosežki
Rosie Jones je novembra 2009 postavila svetovni rekord v oblačenju in slačenju modrčkov v eni minuti. Oblekla in slekla jih je sedem.
V letih 2010 in 2011 so jo obiskovalci spletne strani moške revije Nuts izbrali za najbolj seksi dekle.